# Русский Вишур
Русский Вишур — деревня в Алнашском районе Удмуртии, входит в Варзи-Ятчинское сельское поселение. Находится в 17 км к востоку от села Алнаши и в 85 км к югу от Ижевска.
Население на 1 января 2008 года — 1 человек.

## История
На 15 июля 1929 года деревня находилась в Варзи-Ятчинском сельсовете Алнашского района. В 1930 году в деревне организована сельскохозяйственная артель (колхоз) «Орёл». Согласно уставу: «…В члены артели могли вступить все трудящиеся, достигшие 16-летнего возраста (за исключением кулаков и граждан, лишенных избирательных прав)…». В 1932 году в колхозе состояло 21 хозяйство с общим количеством населения 112 человек, в том числе трудоспособных 48 человек. Главная отрасль в хозяйстве колхоза — зерноводство. В 1936 году в колхозе имелись 2 конюшни, телятник, овцеводческая товарная ферма, пчеловодческая товарная пасека, кузница для ремонта сельхозинвентаря. На январь 1937 года у колхоза находилось 363,17 гектаров земли, из культурно-бытовых учреждений имелись изба-читальня на 44 человека, клуб на 200 мест и детские ясли на 30 человек.
- Гуляев Аркадий Андреевич (1884 г.р.) — кулак.
- Гуляев Владимир Аркадьевич (1923 г.р.) — член семьи кулака.
- Махнев Павел Ефимович (1892 г.р.) — кулак.
- Махнева Степанида Ивановна (1893 г.р.) — член семьи кулака.
- Махнев Николай Васильевич (1898 г.р.) — кулак.
- Махнев Дмитрий Павлович (1911 г.р.) — член семьи кулака.
- Махнев Николай Павлович (1924 г.р.) — член семьи кулака.
- Махнев Михаил Павлович (1925 г.р.) — член семьи кулака.
- Махнева Анна Павловна (1927 г.р.) — член семьи кулака.
- Махнева Руфа Павловна (1929 г.р.) — член семьи кулака.
- Махнев Иван Павлович (1932 г.р.) — член семьи кулака.

В 1950 году проводится укрупнение сельхозартелей, несколько соседних колхозов, в том числе «Орёл», объединены в один колхоз «Красное Знамя», центральная усадьба которого размещалась в селе Варзи-Ятчи.
16 ноября 2004 года Варзи-Ятчинский сельсовет был преобразован в муниципальное образование Варзи-Ятчинское и наделён статусом сельского поселения.